# Gabriela Dabrowski

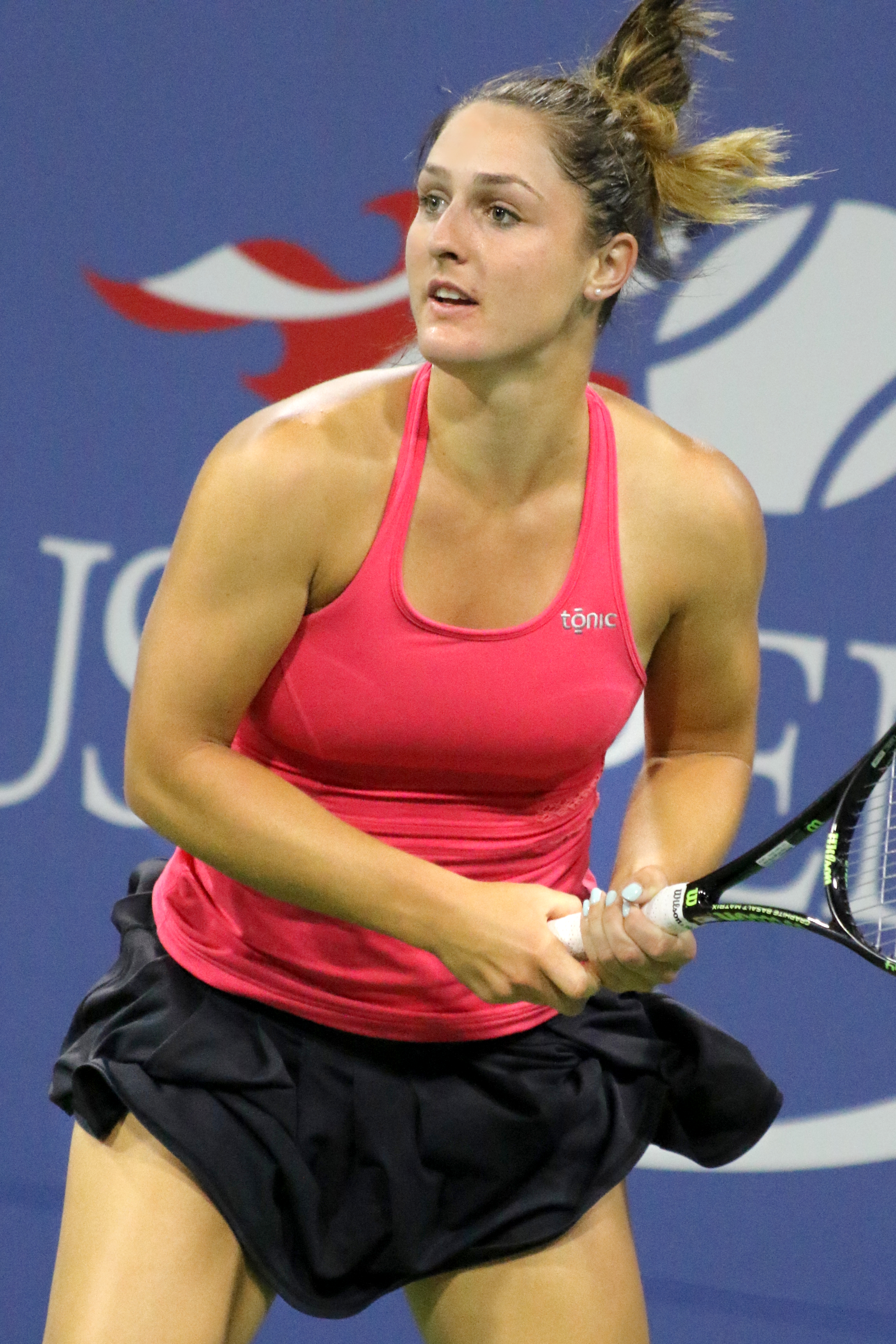
US Open 2016

Gabriela Dabrowski (Ottawa, 1 april 1992) is een tennisspeelster uit Canada. Zij begon met tennis toen zij zeven jaar oud was. Haar favoriete ondergrond is hardcourt. Zij is actief in het proftennis sinds 2006, en boekt voornamelijk successen in het vrouwendubbelspel (met één grandslamtitel) en in het gemengd dubbelspel (waarin zij twee grandslamtitels won).

## Loopbaan

### Junioren
In januari 2010 bereikte zij de vijfde positie op de juniorenranglijst van de ITF. Op het Australian Open 2010 speelde zij samen met Tímea Babos de dubbelspelfinale voor junioren – zij verloren van Jana Čepelová en Chantal Škamlová.

### Enkelspel
Dabrowski debuteerde in 2006 op het ITF-toernooi van Hamilton (Canada). Zij stond in 2011 voor het eerst in een finale, op het ITF-toernooi van Toronto (Canada) – zij verloor van de Zwitserse Amra Sadiković. Zij won twee ITF-titels in het enkelspel, een in 2014 in Toronto (Canada) en de andere in 2016 in Nashville (Tennessee, VS).

### Dubbelspel
Dabrowski behaalde in het dubbelspel betere resultaten dan in het enkelspel. Zij debuteerde in 2006 op het ITF-toernooi van Hamilton (Canada) samen met landgenote Jillian O'Neill – zij bereikten meteen de halve finale. Zij stond in 2007 voor het eerst in een finale, op het ITF-toernooi van Toronto (Canada), samen met landgenote Sharon Fichman – hier veroverde zij haar eerste titel, door Maria Fernanda Alves en Christina Wheeler te verslaan. In totaal won zij tot op heden(augustus 2025) twaalf ITF-titels, de meest recente in 2016 in Toronto (Canada).
In 2008 speelde Dabrowski voor het eerst op een WTA-hoofdtoernooi, op het toernooi van Montréal, samen met Sharon Fichman. Zij kwamen niet voorbij de eerste ronde. Zij stond in 2013 voor het eerst in een WTA-finale, op het toernooi van Brussel, samen met de Israëlische Shahar Peer – zij verloren van Anna-Lena Grönefeld en Květa Peschke. Later dat jaar stond Dabrowski nogmaals in een WTA-finale, op het toernooi van Linz – samen met de Poolse Alicja Rosolska verloor zij van de Tsjechische zusjes Plíšková. In 2014 veroverde Dabrowski haar eerste WTA-titel, op het toernooi van Washington, samen met de Japanse Shuko Aoyama, door het Japanse koppel Hiroko Kuwata en Kurumi Nara te verslaan.
Op het US Open 2023 won Dabrowski haar eerste grandslamtitel in deze discipline, samen met de voor Nieuw-Zeeland uitkomende landgenote Erin Routliffe. Met de zelfde partner veroverde zij het eindejaarskampioenschap van 2024. In totaal won zij tot op heden(augustus 2025) negentien WTA-titels.
Haar hoogste notering op de WTA-ranglijst is de derde plaats, die zij bereikte in juli 2024.

#### Gemengd dubbelspel
In 2017 won Dabrowski het gemengd dubbelspel op Roland Garros, met Rohan Bopanna (India) aan haar zijde – in de finale versloegen zij de Duitse Anna-Lena Grönefeld en Robert Farah Maksoud uit Colombia. In 2018 won zij de titel op het Australian Open, samen met de Kroaat Mate Pavić – hun tegenstanders in de eindstrijd, Tímea Babos (Hongarije) en Rohan Bopanna (India), konden in de match-tiebreak net niet het laatste punt scoren.

### Tennis in teamverband
In de periode 2013–2023 maakte Dabrowski deel uit van het Canadese Fed Cup-team – zij behaalde daar een winst/verlies-balans van 15–12. In 2015 speelde zij in Wereldgroep I – in de eerste ronde verloren zij van de latere winnaressen, de Tsjechische ploeg.

## Posities op deWTA-ranglijst
Positie per einde seizoen:
| jaar | rang enkelspel | rang dubbelspel |
| ---- | -------------- | --------------- |
| 2007 | 835            | 1010            |
| 2008 | 865            | 371             |
| 2009 | 805            | 580             |
| 2010 | 494            | 321             |
| 2011 | 359            | 224             |
| 2012 | 395            | 138             |
| 2013 | 238            | 65              |
| 2014 | 164            | 58              |
| 2015 | 318            | 48              |
| 2016 | 748            | 39              |
| 2017 | 278            | 18              |
| 2018 | 461            | 10              |
| 2019 | 484            | 8               |
| 2020 | 484            | 10              |
| 2021 | 714            | 7               |
| 2022 | 1012           | 7               |
| 2023 | –              | 8               |
| 2024 | –              | 3               |

## Palmares
| Legenda                 |
| ----------------------- |
| Grandslamtoernooi       |
| Olympische Spelen       |
| Year-End Championships  |
| Premier Mandatory       |
| Premier Five / WTA 1000 |
| Premier / WTA 500       |
| International / WTA 250 |
| Challenger / WTA 125    |

### WTA-finaleplaatsen enkelspel
geen

### WTA-finaleplaatsen vrouwendubbelspel
| nr.              | finale     | toernooi        | ondergrond    | partner                     | tegenstandsters                                   | score            |         |
| ---------------- | ---------- | --------------- | ------------- | --------------------------- | ------------------------------------------------- | ---------------- | ------- |
| gewonnen finales |            |                 |               |                             |                                                   |                  |         |
| 01.              | 2014-08-03 | WTA Washington  | hardcourt     | Shuko Aoyama                | Hiroko Kuwata Kurumi Nara                         | 6-1, 6-2         | details |
| 02.              | 2015-03-08 | WTA Monterrey   | hardcourt     | Alicja Rosolska             | Anastasia Rodionova Arina Rodionova               | 6-3, 2-6, [10-3] | details |
| 03.              | 2016-06-19 | WTA Mallorca    | gras          | María José Martínez Sánchez | Anna-Lena Friedsam Laura Siegemund                | 6-4, 6-2         | details |
| 04.              | 2017-04-02 | WTA Miami       | hardcourt     | Xu Yifan                    | Sania Mirza Barbora Strýcová                      | 6-4, 6-3         | details |
| 05.              | 2017-08-26 | WTA New Haven   | hardcourt     | Xu Yifan                    | Ashleigh Barty Casey Dellacqua                    | 3-6, 6-3, [10-8] | details |
| 06.              | 2018-01-12 | WTA Sydney      | hardcourt     | Xu Yifan                    | Latisha Chan Andrea Sestini-Hlaváčková            | 6-3, 6-1         | details |
| 07.              | 2018-02-18 | WTA Doha        | hardcourt     | Jeļena Ostapenko            | Andreja Klepač MJ Martínez Sánchez                | 6-3, 6-3         | details |
| 08.              | 2018-06-30 | WTA Eastbourne  | gras          | Xu Yifan                    | Irina-Camelia Begu Mihaela Buzărnescu             | 6-3, 7-5         | details |
| 09.              | 2019-05-25 | WTA Neurenberg  | gravel        | Xu Yifan                    | Sharon Fichman Nicole Melichar                    | 4-6, 7-6, [10-5] | details |
| 10.              | 2021-08-15 | WTA Montréal    | hardcourt     | Luisa Stefani               | Darija Jurak Andreja Klepač                       | 6-3, 6-4         | details |
| 11.              | 2022-05-07 | WTA Madrid      | gravel        | Giuliana Olmos              | Desirae Krawczyk Demi Schuurs                     | 7-6, 5-7, [10-7] | details |
| 12.              | 2022-09-18 | WTA Chennai     | hardcourt     | Luisa Stefani               | Anna Blinkova Natela Dzalamidze                   | 6-1, 6-2         | details |
| 13.              | 2022-09-25 | WTA Tokio       | hardcourt     | Giuliana Olmos              | Nicole Melichar-Martinez Ellen Perez              | 6-4, 6-4         | details |
| 14.              | 2023-09-10 | US Open         | hardcourt     | Erin Routliffe              | Laura Siegemund Vera Zvonarjova                   | 7-6, 6-3         | details |
| 15.              | 2023-10-15 | WTA Zhengzhou   | hardcourt     | Erin Routliffe              | Shuko Aoyama Ena Shibahara                        | 6-2, 6-4         | details |
| 16.              | 2024-06-16 | WTA Nottingham  | gras          | Erin Routliffe              | Harriet Dart Diane Parry                          | 5-7, 6-3, [11-9] | details |
| 17.              | 2024-11-09 | WTA Finals      | hardcourt     | Erin Routliffe              | Kateřina Siniaková Taylor Townsend                | 7-5, 6-3         | details |
| 18.              | 2025-04-20 | WTA Stuttgart   | gravel (i)    | Erin Routliffe              | Jekaterina Aleksandrova Zhang Shuai               | 6-3, 6-3         | details |
| 19.              | 2025-08-17 | WTA Cincinnati  | hardcourt     | Erin Routliffe              | Guo Hanyu Aleksandra Panova                       | 6-4, 6-3         | details |
| verloren finales |            |                 |               |                             |                                                   |                  |         |
| 01.              | 2013-05-25 | WTA Brussel     | gravel        | Shahar Peer                 | Anna-Lena Grönefeld Květa Peschke                 | 0-6, 3-6         | details |
| 02.              | 2013-10-13 | WTA Linz        | hardcourt (i) | Alicja Rosolska             | Karolína Plíšková Kristýna Plíšková               | 6-7, 4-6         | details |
| 03.              | 2016-06-12 | WTA Nottingham  | gras          | Yang Zhaoxuan               | Andrea Hlaváčková Peng Shuai                      | 5-7, 6-3, [7-10] | details |
| 04.              | 2017-01-14 | WTA Hobart      | hardcourt     | Yang Zhaoxuan               | Raluca Olaru Olha Savtsjoek                       | 6-0, 4-6, [5-10] | details |
| 05.              | 2018-10-07 | WTA Peking      | hardcourt     | Xu Yifan                    | Andrea Sestini-Hlaváčková Barbora Strýcová        | 6-4, 4-6, [8-10] | details |
| 06.              | 2019-05-11 | WTA Madrid      | gravel        | Xu Yifan                    | Hsieh Su-wei Barbora Strýcová                     | 3-6, 1-6         | details |
| 07.              | 2019-07-14 | Wimbledon       | gras          | Xu Yifan                    | Hsieh Su-wei Barbora Strýcová                     | 2-6, 4-6         | details |
| 08.              | 2020-01-17 | WTA Adelaide    | hardcourt     | Darija Jurak                | Nicole Melichar Xu Yifan                          | 6-2, 5-7, [5-10] | details |
| 09.              | 2020-02-28 | WTA Doha        | hardcourt     | Jeļena Ostapenko            | Hsieh Su-wei Barbora Strýcová                     | 2-6, 7-5, [2-10] | details |
| 10.              | 2020-10-25 | WTA Ostrava     | hardcourt (i) | Luisa Stefani               | Elise Mertens Aryna Sabalenka                     | 1-6, 3-6         | details |
| 11.              | 2021-05-08 | WTA Madrid      | gravel        | Demi Schuurs                | Barbora Krejčíková Kateřina Siniaková             | 4-6, 3-6         | details |
| 12.              | 2021-08-08 | WTA San José    | hardcourt     | Luisa Stefani               | Darija Jurak Andreja Klepač                       | 1-6, 5-7         | details |
| 13.              | 2021-08-21 | WTA Cincinnati  | hardcourt     | Luisa Stefani               | Samantha Stosur Zhang Shuai                       | 5-7, 3-6         | details |
| 14.              | 2022-05-15 | WTA Rome        | gravel        | Giuliana Olmos              | Veronika Koedermetova Anastasija Pavljoetsjenkova | 6-1, 4-6, [7-10] | details |
| 15.              | 2022-10-16 | WTA San Diego   | hardcourt     | Giuliana Olmos              | Cori Gauff Jessica Pegula                         | 6-1, 5-7, [4-10] | details |
| 16.              | 2023-09-23 | WTA Guadalajara | hardcourt     | Erin Routliffe              | Storm Hunter Elise Mertens                        | 6-3, 2-6, [4-10] | details |
| 17.              | 2024-03-31 | WTA Miami       | hardcourt     | Erin Routliffe              | Sofia Kenin Bethanie Mattek-Sands                 | 6-4, 6-7, [9-11] | details |
| 18.              | 2024-06-29 | WTA Eastbourne  | gras          | Erin Routliffe              | Ljoedmyla Kitsjenok Jeļena Ostapenko              | 7-5, 6-7, [8-10] | details |
| 19.              | 2024-07-14 | Wimbledon       | gras          | Erin Routliffe              | Kateřina Siniaková Taylor Townsend                | 6-7, 6-7         | details |
| 20.              | 2024-08-12 | WTA Toronto     | hardcourt     | Erin Routliffe              | Caroline Dolehide Desirae Krawczyk                | 6-7, 6-3, [7-10] | details |

### Finaleplaatsen gemengd dubbelspel
| nr.              | finale     | toernooi        | ondergrond | partner       | tegenstanders                            | score             |         |
| ---------------- | ---------- | --------------- | ---------- | ------------- | ---------------------------------------- | ----------------- | ------- |
| gewonnen finales |            |                 |            |               |                                          |                   |         |
| 1.               | 2017-06-08 | Roland Garros   | gravel     | Rohan Bopanna | Anna-Lena Grönefeld Robert Farah Maksoud | 2-6, 6-2, [12-10] | details |
| 2.               | 2018-01-28 | Australian Open | hardcourt  | Mate Pavić    | Tímea Babos Rohan Bopanna                | 2-6, 6-4, [11-9]  | details |
| verloren finales |            |                 |            |               |                                          |                   |         |
| 1.               | 2018-06-07 | Roland Garros   | gravel     | Mate Pavić    | Latisha Chan Ivan Dodig                  | 2-6, 7-6, [8-10]  | details |
| 2.               | 2019-06-07 | Roland Garros   | gravel     | Mate Pavić    | Latisha Chan Ivan Dodig                  | 1-6, 6-7          | details |

## Resultaten grandslamtoernooien
| Legenda | Legenda                          |
| ------- | -------------------------------- |
| g.t.    | geen toernooi gehouden           |
| l.c.    | lagere categorie                 |
| –       | niet deelgenomen                 |
| G       | uitgeschakeld in de groepsfase   |
| 1R      | uitgeschakeld in de eerste ronde |
| 2R      | uitgeschakeld in de tweede ronde |
| 3R      | uitgeschakeld in de derde ronde  |
| 4R      | uitgeschakeld in de vierde ronde |
| KF      | uitgeschakeld in de kwartfinale  |
| HF      | uitgeschakeld in de halve finale |
| F       | de finale verloren               |
| W       | het toernooi gewonnen            |
| w-v     | winst/verlies-balans             |

### Enkelspel
geen deelname

### Vrouwendubbelspel
| toernooi        | 2014 | 2015 | 2016 | 2017 | 2018 | 2019 | 2020 | 2021 | 2022 | 2023 | 2024 | 2025 |
| --------------- | ---- | ---- | ---- | ---- | ---- | ---- | ---- | ---- | ---- | ---- | ---- | ---- |
| Australian Open | –    | 3R   | 1R   | 2R   | KF   | 1R   | KF   | 2R   | 2R   | 3R   | HF   | HF   |
| Roland Garros   | 2R   | 1R   | 2R   | 3R   | 3R   | KF   | 3R   | 3R   | 3R   | 3R   | –    | –    |
| Wimbledon       | 1R   | 1R   | 2R   | 1R   | HF   | F    | g.t. | 1R   | 3R   | 1R   | F    | KF   |
| US Open         | 3R   | 1R   | 1R   | KF   | 2R   | KF   | KF   | HF   | KF   | W    | KF   |      |

### Gemengd dubbelspel
| toernooi        | 2015 | 2016 | 2017 | 2018 | 2019 | 2020 | 2021 | 2022 | 2023 | 2024 | 2025 | w-v  |
| --------------- | ---- | ---- | ---- | ---- | ---- | ---- | ---- | ---- | ---- | ---- | ---- | ---- |
| Australian Open | –    | –    | KF   | W    | KF   | HF   | KF   | 1R   | 2R   | KF   | 1R   | 17-8 |
| Roland Garros   | –    | –    | W    | F    | F    | g.t. | 1R   | HF   | HF   | –    | –    | 18-5 |
| Wimbledon       | 1R   | 3R   | KF   | 3R   | 3R   | g.t. | KF   | KF   | 1R   | 1R   | 1R   | 9-10 |
| US Open         | –    | KF   | KF   | 2R   | KF   | g.t. | 2R   | 2R   | 1R   | 1R   |      | 9-8  |